# Anzeiger von Uster
Der Anzeiger von Uster ist eine regionale Tageszeitung in Uster im Zürcher Oberland. Sie erscheint als Kopfblatt des Zürcher Oberländers mit dem gemeinsamen, von der Berner Zeitung hergestellten Mantel der Zürcher Regionalzeitungen der Tamedia AG (Herausgeberin des Tages-Anzeigers).
2017 beträgt die WEMF-beglaubigte Auflage 5'926 (Vj. 6'194) verkaufte bzw. 6'040 (Vj. 6'352) verbreitete Exemplare. Einmal wöchentlich wird eine Grossauflage von 43'360 (Vj. 42'839) Exemplaren gedruckt und in alle Haushaltungen des Verbreitungsgebietes verteilt.

## Gründung
Der Allgemeine Anzeiger von Uster wurde 1846 von Johannes Weilenmann gegründet und wurde umgehend zum amtlichen Publikationsorgan.

## Erste Zusammenarbeit mit demTages-Anzeiger
Nach dem Tode 1986 des langjährigen Verlegers und Chefredaktors Eugen Weilenmann junior, Vertreter der vierten Generation der Gründerfamilie, beteiligte sich die Tages-Anzeiger AG (heute Tamedia) mit 10 % am Anzeiger von Uster, wobei vorerst eine Zusammenarbeit im technischen Bereich im Vordergrund stand. 1989 wurde ein neues fünfspaltiges Layout mit neuem Zeitungstitel (Antiqua statt Fraktur) eingeführt. 1991 kam es zu einem Kampf um die Übernahme der Mehrheit an der Zeitung zwischen der Regionalzeitung der benachbarten Bezirke Hinwil und Pfäffikon, dem Zürcher Oberländer, und dem Tages-Anzeiger, den dieser für sich entschied. Er benannte den Anzeiger von Uster in Die Regional-Zeitung um und konkurrenzierte nun den Zürcher Oberländer. Er konnte seine Strategie, weitere Landzeitungen rund um die Stadt Zürich zu erwerben, aber nicht umsetzen. Ab Oktober 1994 erschien die defizitäre Zeitung nur noch fünfmal pro Woche und beschränkte sich auf die Rolle als lokale Zweitzeitung. 1996 gründete der Tages-Anzeiger die Anzeiger von Uster AG und gab die Hälfte seiner Beteiligung am Anzeiger von Uster und damit die Mehrheit an die Druckerei Wetzikon AG ab, die Herausgeberin des Zürcher Oberländers. Die Zeitung erschien ab 1997 wieder sechsmal wöchentlich unter ihrem herkömmlichen Namen Anzeiger von Uster als Kopfblatt des Zürcher Oberländers. Tamedia reduzierte in den folgenden Jahren sukzessive ihre Beteiligung und verkaufte 2005 die letzten verbliebenen 10 % an die Zürcher Oberland Medien AG (bis 1998 Druckerei Wetzikon AG).

## Beteiligung derNeuen Zürcher Zeitung
2005 übernahm die FPH Freie Presse Holding, eine Tochtergesellschaft der Neuen Zürcher Zeitung, von einer Vermögensverwaltungsfirma einen Anteil von 38 % an der Zürcher Oberland Medien AG. Der Rest des Aktienkapitals ist unter rund 600 Kleinaktionären gestreut, womit die FPH de facto die Kontrolle über das Unternehmen erlangte. Die Anzeiger von Uster AG ging dabei ganz in den Besitz der Zürcher Oberland Medien über. Bereits zuvor hatte die FPH Freie Presse Holding gegen die Abtretung von 11 % ihres Aktienkapitals und die Übertragung der Anzeigenvermarktung der NZZ von der Publigroupe einen 40-%-Anteil an der Akeret Druck und Verlag AG (Zürcher Unterländer) und einen 20-%-Anteil an der Zürichsee Presse AG (Zürichsee-Zeitung) erworben.
Um den Austausch von Artikeln und ganzen Seiten zu erleichtern, wurde das Layout der drei Regionalzeitungen Zürcher Oberländer (mit Anzeiger von Uster), Zürichsee-Zeitung (mit Linth Zeitung und Sihltaler) und Zürcher Unterländer vereinheitlicht, und die Zeitungstitel wurden modernisiert.
2006 gründeten die drei Regionalzeitungen die Zürich Land Medien AG, welche bei der Zürichsee-Zeitung die Mantelseiten für diese sowie für den Zürcher Oberländer, den Anzeiger von Uster und den Zürcher Unterländer produzierte und 2008 zusammen mit den AZ Medien (Mittelland-Zeitung, heute az Nordwestschweiz), dem Verlag Meier + Cie (Schaffhauser Nachrichten) und der Südostschweiz das (inzwischen weiterverkaufte) Nachrichtenportal news1.ch lancierte.

## Zweite Zusammenarbeit mit demTages-Anzeiger
2010 übernahm Tamedia von der Verlegerfamilie Gut deren 60-%-Beteiligung an der Zürichsee-Zeitung. Darauf kam es zum Beteiligungstausch zwischen Tamedia und der FPH Freie Presse Holding: Tamedia überliess der FPH ihre 100-%-Beteiligung an der Thurgauer Zeitung und übernahm im Gegenzug von der FPH deren Anteil von 38 % am Zürcher Oberländer (und von diesem die Anteile an der Zürich Land Medien AG) und die inzwischen 100 % betragende Beteiligung am Zürcher Unterländer sowie den inzwischen auf 40 % erhöhten restlichen Anteil an der Zürichsee-Zeitung. Sie bildete damit sowie mit dem Winterthurer Landboten, an dem Tamedia seit 2005 eine 20-%-Minderheitsbeteiligung hielt, den Verbund der «Zürcher Regionalzeitungen», in der auch das Anzeigengeschäft der vier Zeitungen gebündelt wurde. Der Landbote übernahm ab 2011 die Produktion der Mantelseiten. Tamedia kündigte den Auftrag auf Ende 2013 aber wieder, worauf sie Ende August 2013 den Landboten ganz übernehmen konnte. Die Produktion der Mantelseiten wurde ab 2014 der Berner Zeitung übertragen. Die Zürcher Regionalzeitungen werden bis heute als eigenständige Titel weitergeführt.